# Donald Bolen
Pour les articles homonymes, voir Bolen.
Donald Bolen (7 février 1961- ) est un prélat canadien de l'Église catholique. Il est présentement l'archevêque de archidiocèse de Regina après avoir été l'évêque du diocèse de Saskatoon en Saskatchewan de 2009 à 2016.

## Biographie
Donald Bolen est né le 7 février 1961 à Gravelbourg en Saskatchewan. Il fut ordonné prêtre le 12 octobre 1991 au sein de l'archidiocèse de Regina.
Le 21 décembre 2009, il fut nommé évêque du diocèse de Saskatoon par le pape Benoît XVI. Il fut consacré évêque le 25 mars 2010 par Mgr Daniel Bohan, archevêque de Regina.
Il est transféré au siège métropolitain de Regina le 11 juillet 2016 où il succède à Mgr Bohan, décédé quelques mois auparavant.

## Source
- (de) Cet article est partiellement ou en totalité issu de l’article de Wikipédia en allemand intitulé « Donald Bolen » (voir la liste des auteurs).

## Annexe